# David Byrne (homme politique)
Pour les articles homonymes, voir David Byrne et Byrne.
David Byrne (né le 6 avril 1947 à Monasterevin) est un avocat irlandais senior, ancien procureur général d'Irlande et ancien commissaire européen.

## Biographie
David Byrne est né à Monasterevin, dans le comté de Kildare. Il a étudié à Newbridge College, University College Dublin et King's Inns à Dublin. Il a été admis au barreau en 1970 et a pratiqué le droit dans les tribunaux irlandais et européen. Pendant ses années d'études à Dublin, il a fondé une organisation étudiante de conseils juridiques gratuits aux citoyens, en association avec la profession juridique. Il est devenu avocat-conseil en 1985. Il a pratiqué aussi bien dans les tribunaux irlandais et la Cour de justice européenne et a également servi en tant que membre de la Cour internationale d'arbitrage commercial de 1990-1997.
En 1997, il est devenu procureur général du Fianna Fáil - Parti républicain de coalition démocrate. Comme l'un des négociateurs de l'Accord du Vendredi saint en avril 1998, il a élaboré et supervisé les principaux amendements constitutionnels requis par cet accord, qui a été approuvé par référendum en mai 1998. M. Byrne a également conseillé sur les amendements constitutionnels nécessaires à la ratification par l'Irlande du Traité d'Amsterdam.
Il a été nommé à la Commission européenne en septembre 1999, servant irlandaise de l'UE commissaire et était responsable de la santé et de la protection des consommateurs. Il a continué dans ce rôle jusqu'à son remplacement en tant que commissaire de l'Irlande de Charlie McCreevy en 2004. Actuellement, David Byrne est un patron de Health First Europe.
Du 4 juin 2006 au 21 août 2011 il est chancelier de l'université de la ville de Dublin. 